# عروس‌ماهی منقوط
عروس‌ماهی منقوط (نام علمی: Drepane punctata) نام یک گونه از سرده منگال‌ماهی است.